# معركة بروان
معركة بروان معركة نشب بين جلال الدين منكبرتي من خوارزميون وإمبراطورية المغول في 1221.

## الأحداث
في أواخر سنة 617 هـ، بعد سقوط خراسان وسمرقند بيد جنكيز، هرب جلال الدين من خوارزم مع أخويه الأصغرين أوزلاغ شاه وآق شاه. وعندما بلغ جنكيز خبر هروب أبناء السلطان محمد، أرسل جيشًا مغوليًا لملاحقتهم. استطاع جلال‌ الدين الذي خرج من خوارزم قبل أخويه مع تيمور ملك والي خجند السابق، هزيمة قوة مغولية من 700 جندي، وغنما خيولهم وأسلحتهم قرب نسا، وبعدئذ توجها نحو نيسابور. ثم أدرك المغول أوزلاغ شاه وآق شاه وقتلاهما. لم يتمكن جلال‌ الدين من جمع جند كافٍ في خراسان، فترك نيسابور بعد فترة وجيزة إلى هراة. وبحلول سنة 618 هـ، ذهب إلى غزنة، وبمجرد وصوله إلى المدينة، استقبل قادة خوارزمشاه ومعهم 60 ألف جندي. شكل جلال‌ الدين جيشه في غزنة من أعراق مختلفة، وتوجّه نحو بروان بالقرب من غزنة بكامل جيشه، وهزم المغول في حرب عرفت باسم حرب بروان، جنى فيها العديد من الغنائم. بعد النصر، انشغل جنود السلطان بجمع الغنائم، ووقع خلاف بين اثنين من كبار قادة الجيش حول تقسيم الخيل، وانسحبا بجنودهم، فأفسدا على جلال الدين الانتصار.